# Kreissparkasse Stendal
Die Kreissparkasse Stendal ist eine Sparkasse in Sachsen-Anhalt mit Sitz in Stendal. Sie ist eine Anstalt des öffentlichen Rechts.

## Geschäftsgebiet und Träger
Das Geschäftsgebiet der Kreissparkasse Stendal umfasst den Landkreis Stendal, welcher auch Träger der Sparkasse ist.

## Geschäftszahlen
Die Kreissparkasse Stendal wies im Geschäftsjahr 2023 eine Bilanzsumme von 1,531 Mrd. Euro aus und verfügte über Kundeneinlagen von 1,224 Mrd. Euro. Gemäß der Sparkassenrangliste 2023 liegt sie nach Bilanzsumme auf Rang 279. Sie unterhält 17 Filialen/Selbstbedienungsstandorte und beschäftigt 214 Mitarbeiter.

## Sparkassen-Finanzgruppe
Die Kreissparkasse Stendal ist Teil der Sparkassen-Finanzgruppe und gehört damit auch ihrem Haftungsverbund an. Er sichert den Bestand der Institute und sorgt dafür, dass sie auch im Fall der Insolvenz einzelner Sparkassen alle Verbindlichkeiten erfüllen können. Die Sparkasse vermittelt Bausparverträge der regionalen Landesbausparkasse, offene Investmentfonds der Deka und Versicherungen der Öffentliche Versicherungen Sachsen-Anhalt. Im Bereich des Leasing arbeitet die Kreissparkasse Stendal mit der  Deutschen Leasing zusammen. Die Funktion der Sparkassenzentralbank nimmt die Nord/LB wahr.

## Sparkasse der Altmark
Die landständischen Vertreter der Altmark bestanden nach Abtrennung der Altmark 1815 von der übrigen Mark Brandenburg darauf, in eigener Körperschaft organisiert zu bleiben und nicht den Provinzialständen Sachsen in Merseburg angeschlossen zu werden. Daher verabschiedete Preußens Parlament am 17. August 1825 das Gesetz zur Gründung des Kommunalständischen Verbands der Altmark, dessen Vertretungs- und Beschlussorgan der Kommunallandtag der Altmark war. Die altmärkischen Landstände beschlossen 1843, um auch Kleinsparern eine sichere Einrichtung für eigene Sparkonten zu bieten, die Ständische Sparkasse der Altmark zu gründen.

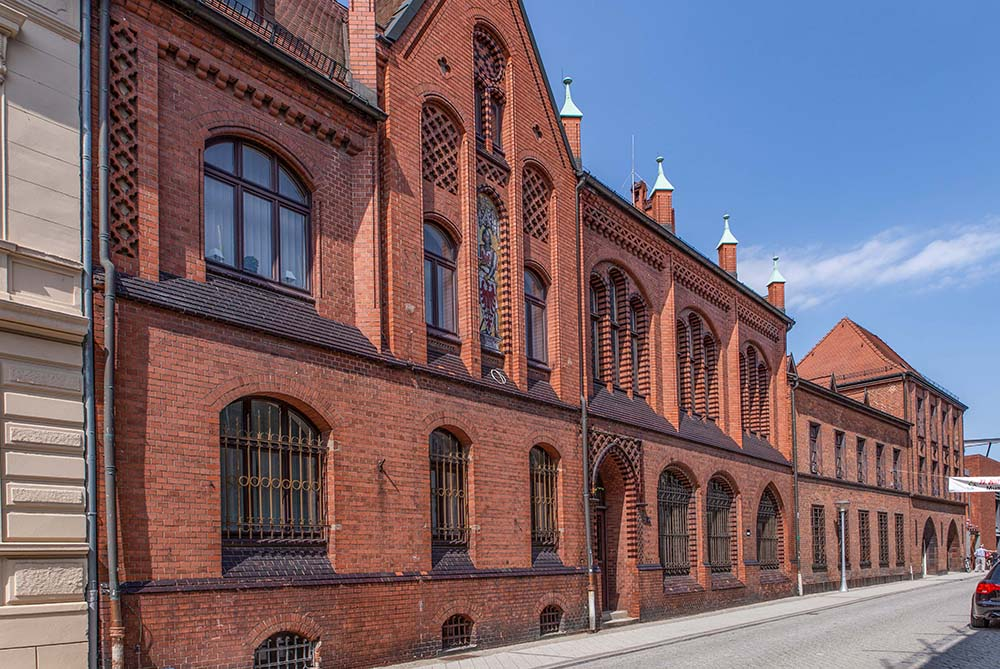
Altmärkisches Ständehaus Stendal in der Poststraße 3b, auch Sitz der Hauptsparkasse der Ständischen Sparkasse der Altmark, jetzt Teil der Kreissparkasse

Sitz und ihre Hauptstelle (Hauptsparkasse im Sprachgebrauch dieses Instituts) hatte diese so genannte Flächensparkasse in Stendal (1909–50 als Stadtkreis nicht kreisangehörig), deren Geschäftsgebiet insgesamt die Kreise Gardelegen, Osterburg, Salzwedel und Stendal umfasste. Diese ständische Sparkasse nahm die Geschäftstätigkeit aber erst am 1. Januar 1846 auf und unterhielt Nebenkassen in Arendsee (Altmark), Calbe an der Milde, Gardelegen und Seehausen (Altmark). Am 1. März 1927 wurde die Auflösung des Kommunalständischen Verbands der Altmark beschlossen, da er Gewährträger war, verhandelten die altmärkischen Kreise darum, einen Gewährträger-Zweckverband zu bilden, um die Ständische Sparkasse der Altmark fortführen zu können. Im Jahre 1928 unterhielt die Sparkasse neben der Hauptsparkasse in Stendal weitere 22 Nebenkassen, die Gewährträgerhaftung ging dann auf besagte Kreise der Altmark über, allein der Kreis Salzwedel ging eigene Wege und erweiterte die Stadtsparkasse Salzwedel zur Kreis- und Stadtsparkasse Salzwedel. Im übrigen Geschäftsbereich der Sparkasse der Altmark entfiel der Namenszusatz Ständische aus der Firma. Die Sparkasse der Altmark wurde zum 31. Dezember 1949 aufgelöst, die einst im Zweckverband als Gewährträger verbundenen Kreise gründeten je ihre eigenen Kreissparkassen.

## Stadtsparkasse Stendal
Im Jahre 1866 gründete die Stadt Stendal eine eigene Stadtsparkasse.